# Regressione (psicologia)
In psicologia, la regressione è un meccanismo di difesa inerente all'organizzazione libidica, che consiste nel ritorno a uno stadio precedente dello sviluppo o dell'Io, in risposta a una frustrazione della soddisfazione libidica. Questo meccanismo comporta il ritorno ad un funzionamento o ad uno stato psichico più obsoleto, a modalità difensive primitive o il ritorno ai primi oggetti relazionali. 
Il ritorno a una precedente modalità di funzionamento è vissuta come rassicurante nei confronti dell'angoscia creata da difficoltà o conflitti attuali.

## Nella teoria psicoanalitica
Il processo di regressione appare molto presto nei lavori di Freud come meccanismo che produce e spiega i fenomeni di allucinazione e sogno. Ne L'interpretazione dei sogni, Freud ritorna al concetto di regressione per supportare le sue ipotesi riguardanti, da un lato, il lavoro dei sogni e, dall'altro, i processi patologici delle psiconevrosi; formula la seguente definizione: «chiamiamo regressione il fatto che nel sogno la rappresentazione ritorna all'immagine sensoriale da cui è sorta in un momento qualsiasi».
Freud usa questo stesso concetto per esaminare lo sviluppo libidico, in termini di organizzazione della sessualità infantile e le sue implicazioni nei processi psicopatologici negli adulti. Nei Tre saggi sulla teoria sessuale, afferma: «Tutti i fattori che ostacolano lo sviluppo sessuale manifestano la loro azione in quanto provocano una regressione, un ritorno a una fase precedente di sviluppo». Nel 1910 descrive questi processi negli adulti come risultato della doppia regressione: «Temporale nella misura in cui la libido, il bisogno erotico, ritorna agli stadi di sviluppo precedenti e [...] formale, poiché per la manifestazione di questo bisogno si usano i mezzi di espressione psichici originali e primitivi». 